# Juan Antonio Muriel
Juan Antonio Muriel (Málaga, 19 de julio de 1949) es un cantautor español.

## Trayectoria artística
Inició sus actividades en la música entre los años 1966-67, participó en el Festival de la Canción de Alhama de Granada, consiguiendo el primer puesto en su tercera participación en 1973. En ese mismo año terminó la mili y, en Septiembre, con el dinero del premio se va a vivir a Madrid. Allí comienza su andadura profesional. En 1977 lanza su primer disco Poder andaluz. En las noches de Madrid conoce a Joaquín Sabina. Con la canción Princesa, con letra de Sabina y música propia, Muriel queda segundo en el Festival de Benidorm en 1982, posteriormente la popularizó Sabina en su voz, ese mismo año Muriel la graba en su disco Seguir viviendo y dos años después Sabina la graba en Juez y parte.
En 1985 Muriel participaría en el Festival de Países Mediterráneos en Alejandría, con el tema La locura de vivir gana el premio de la crítica y la graba en su disco La luna vigila en 1987. Entre 1990 y 1995, después del excesivo número de conciertos, bolos y giras, casi a diario, decide tomarse un respiro y deja de actuar en directo, por un tiempo. No deja la música, como algunos creen, fue al contrario; hizo más música que nunca. Montó un pequeño estudio en su casa, y no sólo compuso y grabó más canciones y temas instrumentales, sino que además comenzó a hacer arreglos y grabaciones para otros colegas. Por allí pasaron, ¨Académica Palanca¨, con Miguel Vigil, Antonio Sánchez y Javier Batanero; Noel Soto, Lorenzo Azcona (magnífico saxofonista), José María Alfaya, Pilar Carbajo (integrante del grupo ¨Viceversa¨, que acompañaba entonces Joaquín Sabina). En el mismo y reducido espacio, hizo el estudio más profesional; arreglaba y grababa para cantautores (era lo más frecuente), así como a guitarristas clásicos, flamencos o incluso locuciones de poesía para alguna radio. En 1995 decide retomar los escenarios; cuando lleva poco tiempo con el directo, conoce a Laura Granados, y deciden formar el dúo "Venakapaka" hasta 1999. Grabaron un EP con cinco canciones. Más tarde, Muriel vuelve a cantar en solitario y en 2005 participa en los discos "Café Libertad 8. El templo de la canción de autor" y "Secuestrados y malditos", después grabaría un nuevo disco titulado Caminar (2011). Colabora también en algún tema en discos de otros artistas como Joaquín Sabina, Pasión Vega, José Umbral, Joaquín Lera, José Azula, Laura Granados o Fran Espinosa.

## Discografía
- ¡Poder andaluz! [1977]
- Seguir viviendo [1982]
- La luna vigila [1987]
- Caminar [2011]